# Тимралиева, Юлия Геннадьевна
Ю́лия Генна́дьевна Тимрали́ева (род. 26 мая 1971) — российский лингвист, доктор филологических наук, доцент.

## Биография
В 1988—1993 гг. училась на Факультете иностранных языков РГПУ им. А. И. Герцена, специальность «Немецкий и английский языки»;
В 2000 году закончила аспирантуру при кафедре немецкого и северных языков СПБГУЭФ;
Защитила диссертацию на соискание ученой степени кандидата филологических наук на тему «Поэтический язык лирики немецкого экспрессионизма» в 2000 году (научный руководитель — профессор Н. О. Гучинская), в 2017 — диссертацию на соискание ученой степени доктора филологических наук на тему «Языковая картина мира немецкого литературного экспрессионизма (на основе анализа малоформатных текстов)», научный консультант — профессор И. Б. Руберт.
Работает в СПБГЭУ (ранее, до 2013 года, — СПБГУЭФ) доцентом кафедры романо-германской филологии и перевода, с 2019 года — заведующая кафедрой.

## Научная деятельность
Автор более 110 научных и учебно-методических работ на русском, немецком и английском языках, посвященных проблемам лингвистики, лингводидактики, литературоведения, Индекс Хирша — 6.
Член диссертационного совета Д 212.354.09 при ФГБОУ ВО СПБГЭУ.

## Основные публикации
- Тимралиева Ю. Г. Деформированная картина мира в немецком литературном экспрессионизме. Монография — СПб.: Изд-во СПбГЭУ, 2017. — 128 с. — 8,4 п.л.
- Тимралиева Ю. Г. Повтор как текстообразующий прием в лирике немецкого экспрессионизма// Вестник Воронежского государственного университета. Серия лингвистика и межкультурная коммуникация, 2014, № 4. — Воронеж: Воронежский гос.университет, 2014. — С. 78-82.
- Тимралиева Ю. Г. Гипербола в языковой картине мира немецкого литературного экспрессионизма // Вопросы когнитивной лингвистики. 2017. № 2. — Тамбов, 2017. — С. 137—140.
- Руберт И. Б., Тимралиева Ю. Г. Поэтический язык как объект лингвистических исследований // Известия СПбГЭУ. — 2017, № 3.- СПб: изд-во СПбГЭУ, 2017. — С. 95-100.
- Тимралиева Ю. Г. Пространство и время в языковой картине мира немецкого литературного экспрессионизма // Вестник Московского государственного лингвистического университета. Гуманитарные науки. 2019. Вып. 1 (817). — М.: МГЛУ, 2019.- С. 419—435.

## Награды
- Почетная грамота Министерства науки и образования Российской Федерации (2011).